# Munehisa Sakai
Munehisa Sakai (境 宗久?, Sakai Munehisa; 1º settembre 1971) è un regista di anime giapponese. Lavora per la Toei Animation.

## Lavori
- Sfida alla leggenda (assistente alla produzione)
- GeGeGe no Kitaro (quarto film, regista, storyboard)
- Lo specchio magico (terzo film, regista)
- One Piece (dal 1999 regista degli episodi, storyboard e dal 2006 al 2008 regista della serie in sostituzione di Kōnosuke Uda)
- ONE PIECE FILM: Strong World (regista)
- Suite Pretty Cure (regista)
- Pretty Guardian Sailor Moon Crystal (st. 1-2; regista)